# Silvia López Escoffié
Silvia América López Escoffié es una política mexicana, actual Diputada Lacal de Yucatán declarada independiente junto a su cercana Milagros Romero Bastarrechea, fue Coordinadora de la bancada de Fuerza por México en 2021, antes fue coordinadora de la bancada de Movimiento Ciudadano en la LXII legislatura local de 2018 a 2021. Fue miembro del Partido Acción Nacional y al que renunció en 2007, ha sido diputada federal y candidata del Partido del Trabajo a presidenta municipal de Mérida, Yucatán en 2007.
Fue diputada federal por el III Distrito Electoral Federal de Yucatán a la LVIII Legislatura de 2000 a 2003, considerada muy cercana a Ana Rosa Payán, fue partidaria de su precandidatura a la gubernatura de Yucatán por el PAN para las Elecciones de 2007. La candidatura panista fue finalmente ganada por Xavier Abreu Sierra quien, a su vez, perdió en la elección constitucional frente a Ivonne Ortega Pacheco.
López Escoffié apoyó a Payán Cervera en sus denuncias de fraude en la elección interna del PAN para finalmente renunciar al partido junto con ella.
Había mostrado su interés en ser candidata de Acción Nacional a Presidenta Municipal de Mérida, pero ante las denuncias sobre la elección interna declinó competir abanderando a ese partido y finalmente fue postulada como candidata externa por el Partido del Trabajo para, finalmente, perder la elección de 2007 a la Presidencia Municipal frente al candidato del PAN César Bojórquez Zapata.